# Bến Cát (thành phố)
Bến Cát là một thành phố cũ nằm ở trung tâm tỉnh Bình Dương cũ, Việt Nam.

## Địa lý
Thành phố Bến Cát nằm ở trung tâm tỉnh Bình Dương, nằm trong khu vực kinh tế trọng điểm phía Nam, trung tâm thành phố cách thành phố Thủ Dầu Một 20 km, cách Thành phố Hồ Chí Minh khoảng 50 km theo Quốc lộ 13, có sông Sài Gòn và sông Thị Tính chảy qua, có vị trí địa lý:
- Phía đông giáp thành phố Tân Uyên và huyện Bắc Tân Uyên
- Phía tây giáp huyện Củ Chi, Thành phố Hồ Chí Minh
- Phía nam giáp thành phố Thủ Dầu Một
- Phía bắc giáp các huyện Bàu Bàng và Dầu Tiếng.

### Điều kiện tự nhiên
Địa hình thành phố Bến Cát đa dạng, có cao độ thay đổi từ 0,1 – 40,4m. Các khu vực dọc sông Sài Gòn và sông Thị Tính có cao độ dưới 1,3m. Còn lại là đồi thấp, cao độ 2 – 38m, độ dốc 0,1% – 7%. Trong đó:
- Phường Tân Định: cao độ nền từ 0,5 – 25m. Khu vực thấp trũng có cao độ dưới 2m nằm giữa khu phố 3 và khu phố 4 kéo dài ra đến sông Thị Tính chiếm khoảng 10% diện tích phường. Còn lại là các vùng đồi có cao độ từ 3 – 28m, độ dốc 0,3% – 5%.
- Phường Thới Hòa: cao độ nền từ 0,5 – 33,6m. Khu vực thấp trũng có cao độ dưới 2m ở phía tây nam phường, giáp sông Thị Tính chiếm khoảng 8% diện tích phường. Còn vùng đồi có cao độ 3 – 33,6m, độ dốc 0,3% – 4%.
- Phường Mỹ Phước: cao độ nền từ 0,9 – 37m. Khu vực thấp trũng có cao độ dưới 2m nằm dọc sông Thị Tính và các sông suối chảy ra sông Thị Tính, chiếm khoảng 11% diện tích phường. Còn lại là các sườn đồi lượn sóng có cao độ 3 – 36,9m. Độ dốc 0,3% – 6%.
- Phường Hòa Lợi: gồm nhiều đồi thoải cao độ nền từ 8,7 – 37m với độ dốc 0,3% – 6%, địa hình cao không bị ảnh hưởng bởi ngập lụt và thoát nước tốt nên thuận tiện cho việc phát triển, xây dựng đô thị.
- Phường Chánh Phú Hòa: nằm trên khu vực cao nhất thành phố, hướng dốc chính từ phía đông bắc sang tây nam, cao độ nền từ 8 – 40,4m, độ dốc 0,1% – 4%. Địa hình khu vực cao và tương đối bằng phẳng không bị ảnh hưởng bởi ngập lụt và hướng thoát nước tốt nên thuận tiện cho việc phát triển, xây dựng đô thị.
- Các phường An Điền, An Tây và xã Phú An nằm ở phía tây thành phố, giữa hai con sông Thị Tính và sông Sài Gòn. Địa hình đồi thoải với những đỉnh nằm ở giữa, thấp dần về phía nam và tây nam. Vùng đất thấp trũng nằm dọc theo tuyến sông có cao độ từ 0,5 – 2m chiếm khoảng 20% diện tích. Còn lại là sườn đồi thoải với cao độ lớn nhất khoảng 24,6m, độ dốc 0,1% – 4%. Quá trình xây dựng các dự án khu đô thị mới đã và đang diễn ra rất nhanh nên các khu dân cư mới đã xây dựng trên khu vực thấp trũng ven sông Thị Tính với cao độ khống chế khoảng 3,2m. Các tuyến đê bao bảo vệ đất sản xuất nông nghiệp ven sông Sài Gòn và sông Thị Tính được xây dựng trên địa bàn phường An Tây và xã Phú An.

### Địa chất, thủy văn
Thành phố Bến Cát có địa hình thấp dần từ Bắc xuống Nam, nền địa hình chuyển tiếp từ vùng cao phía Đông bắc xuống Tây nam. Vùng đồng bằng hạ lưu hệ thống sông Sài Gòn có cao độ phổ biến từ 5 – 15m so với mực nước biển.
Cao độ địa hình từ 2m tới 32 – 34m tại các khu vực thuộc các phường: Chánh Phú Hòa, Thới Hòa, Hòa Lợi, An Điền, An Tây,... Như vậy, phần lớn diện tích của thành phố Bến Cát có địa hình cao trên 2m, tạo nhiều thuận lợi trong đầu tư phát triển các khu công nghiệp và đô thị, đặc biệt là trong bối cảnh biến đổi khí hậu diễn biến ngày càng phức tạp.
Địa chất công trình thành phố Bến Cát thuận lợi cho đầu tư xây dựng các công trình dân dụng và công nghiệp. Khu vực đất cao, cường độ chịu nén >2 kg/cm². Khu vực đất thấp ven sông, cường độ chịu nén dưới 0,5 kg/cm². Đặc điểm địa chất công trình trên địa bàn thành phố Bến Cát tạo nhiều thuận lợi trong phát triển các công trình xây dựng.
Thủy văn trên địa bàn thành phố Bến Cát chịu ảnh hưởng bởi chế độ bán nhật triều. Thành phố Bến Cát có 2 sông lớn chảy qua là sông Sài Gòn và sông Thị Tính cùng nhiều suối. Sông Sài Gòn bắt nguồn từ khu vực phía Bắc Bình Phước và Tây Ninh dài khoảng 140 km tính từ hồ thủy lợi Dầu Tiếng tới cửa sông ra sông Đồng Nai. Trong đó sông chảy qua địa phận tỉnh Bình Dương khoảng 101 km và chảy qua địa phận thành phố Bến Cát khoảng 16,8 km, rộng từ 70 – 100m và sâu khoảng 7 – 10m. 
- Sông Thị Tính là phụ lưu của sông Sài Gòn bắt nguồn từ khu vực phía Nam tỉnh Bình Phước và phía Bắc tỉnh Bình Dương trên địa phận thành phố Bến Cát và huyện Dầu Tiếng. Sông dài khoảng 61 km, sau đó đổ vào sông Sài Gòn ở cầu Ông Cộ.
- Sông Sài Gòn bắt nguồn từ vùng núi Lộc Ninh (tỉnh Bình Phước) sau đó đổ vào hồ Dầu Tiếng cho đến khi hợp với lưu vực sông Đồng Nai tại Nhà Bè. Tổng chiều dài là 280 km, đoạn chảy qua địa phận tỉnh Bình Dương (sau hồ Dầu Tiếng đến cầu Vĩnh Phú dài 140 km). Sông Sài Gòn có nhiều chi lưu, phụ lưu, rạch, ngòi và suối. Sông Sài Gòn có độ dốc nhỏ nên thuận lợi về giao thông vận tải, sản xuất nông nghiệp, cung cấp thủy sản.

Ngoài 2 sông lớn, thành phố Bến Cát còn có các rạch, suối chảy qua, gồm các suối: Cầu Định, Cái, Cầu Đơn, Bông Trang, Tre, Bến Xoài, Bà Lăng, Ông Tề, Bưng Đỉa và các rạch: Cây Bần, Bến Trắc,...
Phía thượng nguồn sông Sài Gòn đã xây dựng đập thủy lợi hồ Dầu Tiếng với dung tích 1,5 tỷ m³. Chế độ thủy văn cùng với việc xả lũ hàng năm của hồ Dầu Tiếng luôn có ảnh hưởng nhất định đến vùng hạ lưu nhất là lúa, hoa màu, cây ăn trái và nhà cửa.

### Khí hậu
Thành phố Bến Cát nằm trong vùng nhiệt đới cận xích đạo, khí hậu có đặc điểm chính là nắng nhiều, lượng mưa lớn và ít thiên tai. Thành phố Bến Cát có hai mùa mưa và khô. Mùa mưa từ tháng 5 – tháng 10, mùa khô từ tháng 11 – tháng 4 năm sau. Số giờ nắng trong năm là 2.221 giờ. Năng lượng bức xạ dồi dào, bình quân (75 – 80 Kcal/cm/năm); nhiệt độ cao đều quanh năm, bình quân các tháng trong năm từ 26,9 °C – 27,6 °C, nhiệt độ thấp nhất vào tháng 12 từ 18 – 20 °C kèm sương mù. Lượng mưa khá cao, bình quân 0,003 mm/năm, tập trung vào tháng 6 – tháng 10 gây nên tình trạng ngập úng cục bộ ở một số khu vực trũng thấp.

## Hành chính
Thành phố Bến Cát có 8 đơn vị hành chính cấp xã trực thuộc, bao gồm 7 phường: An Điền, An Tây, Chánh Phú Hòa, Hòa Lợi, Mỹ Phước, Tân Định, Thới Hòa và xã Phú An.
Phường Mỹ Phước là trung tâm kinh tế, chính trị, văn hóa - xã hội của thành phố Bến Cát, nơi đặt hầu hết các cơ quan hành chính quan trọng của thành phố.
| \| Phường (7) \| \| \| \| An Điền \| 31,22 \| 24.186 \| \| An Tây \| 44,01 \| 41.394 \| \| Chánh Phú Hòa \| 46,35 \| 28.012 \| \| Hòa Lợi \| 17,05 \| 39.414 \| \| Mỹ Phước \| 21,50 \| 86.103 \| \| Tân Định \| 16,54 \| 38.197 \| \| Thới Hòa \| 37,93 \| 82.252 \| \| Xã (1) \| \| \| \| Phú An \| 19,76 \| 16.105 \| \| Nguồn: Dân số cấp xã thuộc thành phố Bến Cát, tỉnh Bình Dương năm 2021[5] \| \| \| |                 |                |
| Tên | Diện tích (km²) | Dân số (người) |
| Phường (7) |                 |                |
| An Điền | 31,22           | 24.186         |
| An Tây | 44,01           | 41.394         |
| Chánh Phú Hòa | 46,35           | 28.012         |
| Hòa Lợi | 17,05           | 39.414         |
| Mỹ Phước | 21,50           | 86.103         |
| Tân Định | 16,54           | 38.197         |
| Thới Hòa | 37,93           | 82.252         |
| Xã (1) |                 |                |
| Phú An | 19,76           | 16.105         |
| Nguồn: Dân số cấp xã thuộc thành phố Bến Cát, tỉnh Bình Dương năm 2021 |                 |                |

## Lịch sử
Năm 1926, thực dân Pháp thành lập quận Bến Cát thuộc tỉnh Thủ Dầu Một.
Năm 1956, chính quyền Việt Nam Cộng hòa chia tỉnh Thủ Dầu Một thành 3 tỉnh Bình Dương, Bình Long và Phước Long. Quận Bến Cát thuộc tỉnh Bình Dương, gồm 2 tổng: Bình An, Bình Hưng; quận lỵ đặt tại xã Mỹ Phước.
Tháng 2 năm 1976, 3 tỉnh Bình Dương, Bình Long và Phước Long hợp nhất thành tỉnh Sông Bé, huyện Bến Cát thuộc tỉnh Sông Bé.
Ngày 11 tháng 3 năm 1977, Hội đồng Chính phủ ban hành Quyết định số 55-CP. Theo đó, sáp nhập huyện Dầu Tiếng vào huyện Bến Cát.
Sau khi điều chỉnh địa giới hành chính, huyện Bến Cát bao gồm 13 xã: Chánh Phú Hòa, Định Hiệp, Định Thành, Hòa Định, Hòa Lợi, Kiến An, Lai Hưng, Lai Uyên, Long Nguyên, Mỹ Phước, Tây Nam, Thanh An và Thanh Tuyền.
Ngày 25 tháng 4 năm 1979, Hội đồng Chính phủ ban hành Quyết định số 180-CP. Theo đó:
- Chia xã Tây Nam thành 3 xã: An Điền, Phú An và An Tây
- Chia xã Hòa Định thành 2 xã: Thới Hòa và Tân Định
- Thành lập 10 xã: Tân Hưng, Bến Tượng, Bàu Bàng, Cây Trường II, Long Hòa, Hưng Hòa, Long Tân, Long Chiểu, Long Bình và Tân Long ở các vùng kinh tế mới.

Ngày 9 tháng 4 năm 1986, Hội đồng Bộ trưởng ban hành Quyết định số 40-HĐBT. Theo đó:
- Sáp nhập xã Lai Uyên và xã Bàu Bàng thành xã Lai Uyên
- Sáp nhập xã Lai Hưng và xã Bến Tượng thành xã Lai Hưng.

Ngày 17 tháng 7 năm 1986, đổi tên xã Kiến An thành xã An Lập.
Ngày 1 tháng 8 năm 1994, Chính phủ ban hành Nghị định số 74-CP. Theo đó:
- Chuyển xã Mỹ Phước thành thị trấn Mỹ Phước
- Sáp nhập xã Long Chiểu vào xã Long Tân
- Sáp nhập xã Long Bình vào xã Long Nguyên
- Sáp nhập xã Tân Long vào xã Lai Hưng.

Ngày 29 tháng 8 năm 1994, chuyển xã Định Thành thành thị trấn Dầu Tiếng.
Cuối năm 1995, huyện Bến Cát bao gồm 2 thị trấn: Mỹ Phước (huyện lỵ), Dầu Tiếng và 19 xã: An Điền, An Lập, An Tây, Cây Trường II, Chánh Phú Hòa, Định Hiệp, Hòa Lợi, Hưng Hòa, Lai Hưng, Lai Uyên, Long Hòa, Long Nguyên, Long Tân, Phú An, Tân Định, Tân Hưng, Thanh An, Thanh Tuyền, Thới Hòa.
Ngày 6 tháng 11 năm 1996, tỉnh Sông Bé chia thành 2 tỉnh Bình Dương và Bình Phước, huyện Bến Cát trực thuộc thuộc tỉnh Bình Dương. Đồng thời, 4 xã: Minh Hòa, Minh Tân, Minh Thạnh, Trừ Văn Thố thuộc huyện Bình Long được sáp nhập vào huyện Bến Cát.
Đến cuối năm 1998, huyện Bến Cát bao gồm 2 thị trấn: Mỹ Phước (huyện lỵ), Dầu Tiếng và 23 xã: An Điền, An Lập, An Tây, Cây Trường II, Chánh Phú Hòa, Định Hiệp, Hòa Lợi, Hưng Hòa, Lai Hưng, Lai Uyên, Long Hòa, Long Nguyên, Long Tân, Minh Hòa, Minh Tân, Minh Thạnh, Phú An, Tân Định, Tân Hưng, Thanh An, Thanh Tuyền, Thới Hòa, Trừ Văn Thố.
Ngày 23 tháng 7 năm 1999, tách thị trấn Dầu Tiếng và 9 xã: Định Hiệp, Minh Hòa, Minh Tân, Minh Thạnh, Long Tân, An Lập, Thanh An, Thanh Tuyền, Long Hòa để tái lập huyện Dầu Tiếng.
Ngày 11 tháng 8 năm 2009, Chính phủ ban hành Nghị quyết số 36/NQ-CP. Theo đó, điều chỉnh 1.079,15 ha diện tích tự nhiên và 1.487 nhân khẩu của xã Hòa Lợi về thị xã Thủ Dầu Một (nay là một phần phường Hòa Phú thuộc thành phố Thủ Dầu Một).
Ngày 1 tháng 11 năm 2012, Bộ Xây dựng ban hành Quyết định số 1008/QĐ-BXD về việc công nhận thị trấn Mỹ Phước mở rộng là đô thị loại IV.
Cuối năm 2012, huyện Bến Cát có 15 đơn vị hành chính trực thuộc, gồm thị trấn Mỹ Phước (huyện lỵ) và 14 xã: An Điền, An Tây, Cây Trường II, Chánh Phú Hòa, Hòa Lợi, Hưng Hòa, Lai Hưng, Lai Uyên, Long Nguyên, Phú An, Tân Định, Tân Hưng, Thới Hòa, Trừ Văn Thố.
Ngày 29 tháng 12 năm 2013, Chính phủ ban hành Nghị quyết số 136/NQ-CP. Theo đó:
- Thành lập thị xã Bến Cát trên cơ sở tách thị trấn Mỹ Phước và 7 xã: Thới Hòa, Tân Định, Hòa Lợi, Chánh Phú Hòa, An Điền, Phú An, An Tây thuộc huyện Bến Cát
- Chuyển thị trấn Mỹ Phước và 4 xã: Thới Hòa, Tân Định, Hòa Lợi, Chánh Phú Hòa thành 5 phường có tên tương ứng
- Đổi tên phần còn lại của huyện Bến Cát thành huyện Bàu Bàng.

Sau khi thành lập, thị xã Bến Cát có 23.442,24 ha diện tích tự nhiên và 203.420 nhân khẩu với 8 đơn vị hành chính trực thuộc, gồm 5 phường và 3 xã.
Ngày 20 tháng 11 năm 2018, Bộ Xây dựng ban hành Quyết định số 1503/QĐ-BXD về việc công nhận thị xã Bến Cát là đô thị loại III trực thuộc tỉnh Bình Dương.
Ngày 19 tháng 3 năm 2024, Ủy ban Thường vụ Quốc hội ban hành Nghị quyết số 1012/NQ-UBTVQH15 về việc thành lập hai phường An Điền, An Tây thuộc thị xã Bến Cát và thành lập thành phố Bến Cát thuộc tỉnh Bình Dương (nghị quyết có hiệu lực từ ngày 1 tháng 5 năm 2024). Theo đó:
- Thành lập hai phường An Điền, An Tây trên cơ sở toàn bộ diện tích tự nhiên và dân số của hai xã có tên tương ứng.
- Thành lập thành phố Bến Cát trên cơ sở toàn bộ diện tích tự nhiên và dân số của thị xã Bến Cát.

Sau khi thành lập, thành phố Bến Cát có diện tích 234,35 km², dân số là 364.578 người, bao gồm 7 phường và 1 xã như hiện nay.

## Kinh tế
Bến Cát (bao gồm toàn bộ thành phố Bến Cát và huyện Bàu Bàng) trước đây là một huyện thuần nông, quy mô nền kinh tế nhỏ lẻ, cơ sở vật chất nghèo nàn, kết cấu hạ tầng lạc hậu, đời sống của nhân dân gặp nhiều khó khăn, đến nay đã vươn lên mạnh mẽ và khẳng định vị thế mới trong công cuộc phát triển của tỉnh Bình Dương; trở thành một trong những đầu tàu kinh tế với nhiều chỉ tiêu kinh tế, xã hội đứng trong tốp dẫn đầu của cả tỉnh. Vùng đất thuần nông ngày nào giờ đã thay đổi với hàng loạt khu, cụm công nghiệp thu hút hàng ngàn doanh nghiệp trong và ngoài nước đầu tư sản xuất, kinh doanh. Kinh tế công nghiệp đã trở thành trụ cột trong cơ cấu kinh tế của thành phố. Kéo theo đó là đô thị phát triển, dịch vụ tăng tốc, an sinh xã hội bảo đảm, an ninh, trật tự được giữ vững, đời sống người dân ngày nột tăng cao.
Những năm gần đây kinh tế thành phố phát triển tốc độ khá, đã định hình cơ cấu kinh tế rõ rệt, cơ cấu kinh tế thành phố đã chuyển dịch theo hướng hợp lý, hiện đại, chủ yếu tăng tỷ trọng ngành công nghiệp, dịch vụ, giảm mạnh tỷ trọng ngành nông nghiệp. Vào những năm đầu khi trở thành đô thị loại IV và đến nay là đô thị loại III, ngành công nghiệp vẫn tiếp tục phát triển nhanh, đem lại giá trị rất lớn; bên cạnh đó ngành dịch vụ, thương mại cũng phát triển tương xứng đáp ứng nhu cầu sản xuất và đời sống nhân dân.

### Hiện trạng lao động
Dân số của thành phố Bến Cát là 355.633 người, dân số trong độ tuổi lao động là 292.763 người (chiếm 82,31% dân số của thành phố). Trong đó, lao động đang làm việc trong các ngành kinh tế là 211.279 người, gồm: lao động phi nông nghiệp là 203.225 người, chiếm tỷ lệ 96,19%; lao động nông nghiệp toàn thành phố là 8.054 người, chiếm tỷ lệ 3,81%.
Dân số khu vực nội thành của thành phố Bến Cát là 339.558 người, dân số trong độ tuổi lao động là 280.475 người. Trong đó, lao động đang làm việc trong các ngành kinh tế là 198.991 người, gồm: lao động phi nông nghiệp khu vực nội thành là 192.554 người, chiếm tỷ lệ 96,77%; lao động nông nghiệp là 6.437 người, chiếm tỷ lệ 3,23%.
Dân số khu vực ngoại thành của thành phố Bến Cát là 16.105 người, dân số trong độ tuổi lao động là 12.288 người. Trong đó, lao động đang làm việc trong các ngành kinh tế là 12.288 người, gồm: lao động phi nông nghiệp khu vực ngoại thị là 10.671 người, chiếm tỷ lệ 86,84%; lao động nông nghiệp là 1.617 người, chiếm tỷ lệ 13,16%.

### Tăng trưởng kinh tế
Năm 2021, mặc dù bị ảnh hưởng nặng nề của dịch bệnh Covid-19, các hoạt động sản xuất, kinh doanh ở địa phương tạm ngừng trong một thời gian, nhưng kinh tế - xã hội của thành phố Bến Cát trong năm 2021 vẫn tiếp tục phát triển, cơ bản hoàn thành các mục tiêu, nhiệm vụ quan trọng, chủ yếu đã đề ra, trong đó có nhiều chỉ tiêu tăng so với năm 2020.
Tổng giá trị sản xuất đạt 192.910 tỷ đồng, tăng 17,15% so với năm 2020 và đạt 97,2% so với nghị quyết HĐND thành phố giao. Trong đó, giá trị sản xuất công nghiệp - xây dựng đạt 143.450 tỷ đồng, tăng 15,3%; thương mại - dịch vụ đạt 48.858 tỷ đồng, tăng 53,1%; nông nghiệp đạt 602 tỷ đồng, tăng 4,6% so với năm 2020.
Giai đoạn 2019 – 2021 kinh tế của thành phố Bến Cát tăng trưởng bình quân đạt 19,32% (năm 2019 đạt 23,5%; năm 2020 đạt 17,3% và năm 2021 đạt 17,15%).

### Về cơ cấu kinh tế
Cơ cấu kinh tế của thành phố Bến Cát giai đoạn 2019 - 2021: Tỷ trọng công nghiệp - tiểu thủ công nghiệp và xây dựng chiếm 74,36%; thương mại - dịch vụ chiếm 25,33%; nông - lâm nghiệp - thủy sản chiếm 0,31% trong cơ cấu kinh tế năm 2021 của thành phố Bến Cát.

### Thu nhập bình quân đầu người
Thu nhập bình quân đầu người trên địa bàn thành phố năm 2021 đạt 138 triệu, năm 2020 đạt 135 triệu, năm 2019 đạt 127 triệu đồng/người/năm.
Năm 2021, người lao động chịu ảnh hưởng của dịch bệnh nên thu nhập bình quân đầu người cũng bị ảnh hưởng. Tuy nhiên, do địa bàn tỉnh Bình Dương nói chung và thành phố Bến Cát nói riêng đã thực hiện linh hoạt, hiệu quả mục tiêu vừa chống dịch, vừa phát triển kinh tế nên thu nhập của người dân trên địa bàn thành phố vẫn giữ được mức tăng trưởng khá.

### Thu, chi ngân sách
Tổng thu ngân sách nhà nước trên địa bàn đạt 3.867,66 tỷ đồng, bằng khoảng 58% so với năm 2020, tăng 25% kế hoạch của tỉnh và Nghị quyết HĐND thành phố giao. Trong đó, thu ngân sách nhà nước từ sản xuất kinh doanh là 2.136,76 tỷ đồng, bằng 65% so với năm 2020, đạt 100% kế hoạch tỉnh và Nghị quyết HĐND thành phố giao; tổng thu ngân sách địa phương 1.730,9 tỷ đồng, tăng 7% so với năm 2020, tăng 57% kế hoạch tỉnh và Nghị quyết HĐND thành phố giao. Tổng chi ngân sách địa phương 1.405,28 tỷ đồng, tăng 14% so với năm 2020, tăng 57% kế hoạch tỉnh và Nghị quyết HĐND thành phố giao.

### Phát triển ngành, lĩnh vực
Công nghiệp - tiểu thủ công nghiệp và xây dựng: Những năm qua, do tốc độ đô thị hóa, công nghiệp hóa, hiện đại hóa trên địa bàn thành phố diễn ra nhanh, cơ sở hạ tầng kỹ thuật được đầu tư hoàn thiện đã góp phần thu hút nhiều doanh nghiệp trong và ngoài nước đến đầu tư, thành lập mới và mở rộng sản xuất, kinh doanh. Các doanh nghiệp trên địa bàn thích nghi tốt với cơ chế thị trường, nhanh nhạy trong điều hành sản xuất, kinh doanh, mở rộng thị trường, linh hoạt tiếp cận các nguồn vốn đầu tư sản xuất, kinh doanh.
Giá trị sản xuất công nghiệp (giá thực tế) đạt 143.450 tỷ đồng, tăng 15,3% so năm 2020, đạt 98,1% Nghị quyết HĐND thành phố giao. Trong năm thành phố đã thu hút được 610 dự án đến đầu tư, tăng 6,5% so với năm 2020. Trong đó: dự án có vốn đầu tư trong nước là 557 dự án, với tổng số vốn 4.588,41 tỷ đồng, tăng 36,2% so với năm 2020; dự án có vốn đầu tư nước ngoài là 53 dự án, với tổng vốn đăng ký 156,79 triệu USD. Ngoài ra, có 30 dự án điều chỉnh tăng vốn, 06 dự án điều chỉnh giảm vốn, 39 dự án chấm dứt hoạt động.
Tổng số dự án trên địa bàn thành phố đến nay là 5.254 dự án; trong đó: dự án có vốn đầu tư trong nước là 4.473 dự án với tổng số vốn 45.202,68 tỷ đồng; dự án có vốn đầu tư nước ngoài là 781 dự án, tổng vốn đăng ký gần 8 tỷ USD.
Trên địa bàn thành phố hiện có 8 khu công nghiệp (KCN) với tổng diện tích là 4.030 ha, 1 khu sản xuất tập trung diện tích 47,7 ha đã giải quyết việc làm cho khoảng 160 ngàn lao động. Đến nay, hầu hết các khu công nghiệp đều được triển khai xây dựng cơ sở hạ tầng theo đúng quy hoạch được duyệt và theo tiến độ đã đề ra với các tiện ích như: hệ thống giao thông nội bộ khu công nghiệp kết nối với trục đường giao thông của tỉnh; hệ thống cung cấp nước sạch và thoát nước, hệ thống điện, bưu chính viễn thông, nhà máy xử lý nước thải tập trung, khu dịch vụ,... đã đáp ứng tốt yêu cầu của các nhà đầu tư trong và ngoài nước.

### Thương mại - dịch vụ
Thành phố Bến Cát tiếp tục khuyến khích, tạo điều kiện để các thành phần kinh tế đầu tư vào lĩnh vực thương mại - dịch vụ; chú trọng phát triển các ngành dịch vụ chất lượng và giá trị tăng cao gắn với phát triển công nghiệp, đô thị theo hướng văn minh, hiện đại. Tổng mức bán lẻ hàng hóa và dịch vụ năm 2021 đạt 48.858 tỷ đồng, tăng 23,1% so với năm 2020 và đạt 94,7% Nghị quyết Hội đồng nhân dân thị xã giao; cấp chứng nhận đăng ký kinh doanh cho 1.841 hộ, với tổng số vốn 696,06 tỷ đồng hộ, nâng tổng số hộ kinh doanh cá thể trên địa bàn thành phố đến nay là 34.254 hộ, với tổng số vốn đăng ký là 7.647,43 tỷ đồng.

## Xã hội

### Dân số, mật độ dân số
Thành phố Bến Cát phát triển theo hướng đô thị công nghiệp nên có tốc độ đô thị hóa nhanh và ổn định dẫn đến tỷ lệ tăng dân số tương đối cao so với các huyện, thị khác trong tỉnh. Biến động về dân số chủ yếu do lao động nhập cư về các khu, cụm công nghiệp,.... trên địa bàn thị xã và các khu vực lân cận.
Giai đoạn 2019 – 2021 là giai đoạn phát triển ổn định của các khu, cụm công nghiệp khi các nhà máy được xây dựng và lấp đầy các khu công nghiệp. Do đó tốc độ tăng dân số cơ học ở giai đoạn này không bùng nổ như giai đoạn 2007 – 2018 mà đã trở nên ổn định hơn.
Theo số liệu Niên giám thống kê của tỉnh, dân số của thành phố Bến Cát tính đến ngày 31/12/2021 là 355.663 người; trong đó: dân số thường trú là 118.443 người, dân số tạm trú là 237.220 người. Tỷ lệ tăng dân số 7,49%, trong đó tăng tự nhiên là 0,68%, tăng cơ học là 6,52%.
Dân số khu vực nội thành gồm các phường: Chánh Phú Hòa, Hòa Lợi, Mỹ Phước, Tân Định, Thới Hòa, An Điền, An Tây là 339.558 người, dân số ngoại thành xã Phú An là 16.105 người.
Mật độ dân số của thành phố là 1.518 người/km², mật độ dân số khu vực nội thị là 1.582 người/km². Mật độ dân số thành phố Bến Cát tương đối cao so với mật độ dân số chung của tỉnh. Nhìn chung, trên địa bàn thành phố, dân cư phân bố không đồng đều. Dân cư tập trung đông tại khu vực trung tâm các phường, các khu, cụm công nghiệp như: phường Mỹ Phước (mật độ 4.005 người/km²), phường Hòa Lợi (mật độ 2.312 người/km²). Các khu vực có mật độ dân số thấp nhất là phường Chánh Phú Hòa (mật độ 604 người/km²), phường An Điền (mật độ 775 người/km²).
Theo số liệu thống kê tính đến ngày 31/12/2022, thành phố Bến Cát có 234,35 km² diện tích tự nhiên, quy mô dân số 364.578 người, mật độ dân số đạt 1.555 người/km².

### Dân tộc
Toàn thành phố có hơn 2/3 số dân lao động từ nơi khác đến sinh sống; có 16 dân tộc thiểu số với 515 hộ và 1.681 nhân khẩu, chiếm gần 0,68% dân số toàn thành phố (gồm các dân tộc: Hoa, Khmer, Nùng, Tày, Thái, Mường, Stiêng, Châu Ro, Sán Dìu, Ba Hi, Gia rai, Ấn Độ, Mán, Chăm, Dao,...).

### Giáo dục
Thành phố Bến Cát đã và đang chú trọng đầu tư. Với tinh thần tập trung xây dựng, nâng cao chất lượng giáo dục đào tạo trên địa bàn thị xã, trong những năm qua, thành phố đã luôn tạo mọi điều kiện để đầu tư phát triển giáo dục. Số trường lớp đạt chuẩn Quốc gia ngày một tăng lên, cơ bản đáp ứng nhu cầu học tập, nâng cao tri thức trên địa bàn. Số lượng các trường, lớp thể hiện cụ thể như sau:
- Đào tạo: trường Đại học Việt Đức, Đại học Bình Dương (cơ sở Bến Cát), Đại học Thủ Dầu Một (cơ sở Bến Cát), trường Trung cấp kinh tế Bình Dương, ngoài ra còn có các trường nghề, trung tâm giáo dục thường xuyên, trường nghiệp vụ, trung tâm bồi dưỡng chính trị đáp ứng nhu cầu dạy, học và lao động của người dân.
- Công trình giáo dục công lập: toàn thành phố có 37 trường học các cấp thuộc hệ công lập, trong đó:
- Trường mầm non - mẫu giáo: có 09 trường công lập (6 trường đạt chuẩn quốc gia) với diện tích 5,62 ha, 117 lớp học và 4.107 học sinh.
- Tiểu học có 17 trường công lập (7 trường đạt chuẩn quốc gia) với diện tích 14,45 ha, 485 lớp học và 23.698 học sinh.
- Trung học cơ sở: có 9 trường công lập (6 trường đạt chuẩn quốc gia) với diện tích 11,87 ha, 277 lớp học và 11.822 học sinh.
- Trung học phổ thông: có 2 trường trung học phổ thông công lập đạt chuẩn quốc gia với diện tích 2,57 ha, 99 lớp học và 3.626 học sinh.
- Công trình giáo dục tư thục: Toàn thị xã có 34 trường mầm non tư thục và 107 nhà trẻ - lớp mẫu giáo với 447 nhóm - lớp, 12.743 học sinh.

Hiện nay, cơ sở trường lớp công lập ở các cấp học hầu hết đạt chuẩn quốc gia, bảo đảm về cơ sở vật chất và trang thiết bị. Tuy nhiên có thể thấy ở cấp mầm non - mẫu giáo vẫn thiếu rất nhiều trường công lập đạt chuẩn, thể hiện rõ qua số trẻ mầm non ở các trường tư thục cao gấp 03 lần số trẻ ở các trường công lập. Dù các trường mầm non tư thục và các nhà trẻ - lớp mẫu giáo đã đóng góp rất nhiều cho số lượng lớp mầm non nhưng cơ sở vật chất của nhiều nhà trẻ - lớp mẫu giáo tư thục chưa đảm bảo cho việc dạy và học. Có thể nói là không đáp ứng được nhu cầu cho các gia đình, đặc biệt là trong bối cảnh thành phố Bến Cát có rất nhiều lao động nhập cư, công nhân làm việc trong các nhà máy. Bên cạnh đó tổng số lượng trường học, quy mô đất đai và bán kính phục vụ của tất cả các cấp học chưa đạt tiêu chuẩn theo quy định nên cần phải bổ sung trường học ở các cấp lớp.

### Y tế
Y tế tuyến huyện: 1 trung tâm y tế thành phố với quy mô 150 giường.
- Y tế tuyến phường, xã: 8 trạm y tế của các phường Tân Định, Hòa Lợi, Mỹ Phước, Thới Hòa, Chánh Phú Hòa, An Điền, An Tây và xã Phú An; 3 phòng khám đa khoa khu vực của phường Mỹ Phước, Thới Hòa, An Tây.
- Y tế ngoài công lập: Bệnh viện Mỹ Phước và 8 phòng khám đa khoa tư nhân là Đại Minh Phước, Nhân Nghĩa, Trần Đức Minh, Minh Phúc, PF4, Tín Đức, Thuận Thảo, Sài Gòn – An Tây cùng với các cơ sở hành nghề y dược tư nhân.
- Tổng cộng, các cơ sở điều trị khám chữa bệnh có 712 giường, đạt chỉ tiêu 2,59 giường bệnh/1.000 dân (không tính giường trạm y tế và phòng khám đa khoa khu vực).
- Hiện tại có 1 trung tâm y tế quy mô 100 giường, bệnh viện đa khoa Mỹ Phước quy mô 489 giường.
- Mạng lưới y tế các phường, xã đã được xây dựng hoàn chỉnh, trang thiết bị được đầu tư đáp ứng nhu cầu khám chữa bệnh, thực hiện các chương trình y tế cộng đồng, chăm sóc sức khỏe cho nhân dân. Nhìn chung số lượng các cơ sở y tế thành phố Bến Cát đã đáp ứng tương đối nhu cầu của người dân đô thị. Tuy nhiên vẫn cần có bệnh viện được đầu tư đạt chuẩn để đảm bảo đáp ứng nhu cầu khám chữa bệnh của người dân.

### Khu đô thị
Hiện nay trên địa bàn thành phố Bến Cát đã và đang hình thành một số khu đô thị mới như khu đô thị Mỹ Phước 1, 2, 3, 4, khu đô thị EcoLakes Mỹ Phước, khu đô thị Bến Cát Golden Land, khu đô thị Golden Center City 1, khu đô thị Golden Center City 2, khu đô thị Happy Home, khu đô thị Rich Home 1, khu đô thị Rich Home 2, khu đô thị Spring City,khu đô thị Phương Trường An, khu đô thị Thịnh Gia, căn hộ cao tầng Unico Thăng Long (18 tầng) vvv...

## Văn hóa

### Tôn giáo - tín ngưỡng
Địa bàn thành phố Bến Cát có 5 tôn giáo chính, gồm: Phật giáo: có 13 cơ sở với 12 chức sắc, số lượng phật tử hơn 10.000 người. Công giáo: có 02 cơ sở với 04 chức sắc (02 Linh mục Chánh xứ, 02 Linh mục Phó xứ). Số lượng giáo dân khoảng 15.000 người (trong đó có khoảng 10.000 giáo dân là công nhân ở các khu công nghiệp trên địa bàn xã). Tin lành: có 01 cơ sở và 05 điểm nhóm. Số lượng tín hữu khoảng 260 người.
Ngoài ra, tại Chi hội Tin lành Bến Cát còn là điểm sinh hoạt của 01 nhóm Tin lành Hàn Quốc với số lượng 20 tín hữu đang làm việc tại các khu công nghiệp trên địa bàn tỉnh Bình Dương. Tịnh độ cư sĩ Phật hội: có 02 cơ sở với 04 chức sắc, số lượng phật tử là 456 người. Cao đài (Hệ phái Tây Ninh): có 01 Văn phòng Ban nghi lễ Cao đài liên xã, số lượng đạo hữu là 473 người.

## Giao thông
Thành phố Bến Cát là một trong những địa phương có hạ tầng giao thông phát triển mạnh, kết nối thông suốt, đồng bộ với các tuyến đường trọng điểm đi qua như: Đại lộ Bình Dương, ĐT.741, ĐT.744, Mỹ Phước – Tân Vạn, Vành đai 4,... Các tuyến đường nội ô thành phố cũng được đầu tư mở rộng như 30/4, Hùng Vương, Ngô Quyền, 7A, 7B, tạo điều kiện để thành phố Bến Cát dễ dàng kết nối các khu công nghiệp, đô thị phía Nam của tỉnh, kết nối với Thành phố Hồ Chí Minh, tỉnh Bình Phước, các tỉnh Tây Nguyên. Ngoài ra, các tuyến đường này có vai trò hết sức quan trọng đối với quá trình phát triển kinh tế, xã hội, thu hút đầu tư, công nghiệp hóa, đô thị hóa, bảo đảm quốc phòng an ninh.
Trong giai đoạn 2016 – 2020, Bến Cát đầu tư hoàn thành 98/138 công trình, dự án trọng điểm về hạ tầng kỹ thuật, giao thông, xã hội. Ngoài ra, thành phố còn duy tu sửa chữa, đầu tư nâng cấp 306 tuyến đường với tổng chiều dài khoảng 251 km, tổng vốn đầu tư khoảng 341 tỷ đồng. Hệ thống chiếu sáng được đầu tư cho 499 tuyến, tổng kinh phí khoảng 100 tỷ đồng, nâng tổng chiều dài tuyến đường được chiếu sáng khoảng 408 km. Hệ thống hạ tầng kỹ thuật, đường giao thông tại các khu công nghiệp, khu dân cư, khu nhà ở cơ bản được các chủ đầu tư xây dựng hoàn chỉnh, đồng bộ với chiều dài khoảng 381 km, tổng mức đầu tư khoảng 7.400 tỷ đồng.

### Đường bộ
Quốc lộ 13 là trục đường chiến lược quan trọng, trục đường Xuyên Á, xuất từ Thành phố Hồ Chí Minh, đi dọc suốt chiều dài của tỉnh từ Nam lên phía Bắc nối với tỉnh Bình Phước. Ngoài ý nghĩa chiến lược về kinh tế, đây là tuyến đường quan trọng trong an ninh quốc phòng. Đoạn đi qua khu vực thành phố Bến Cát dài 17,2 km từ ranh giới phía Bắc phường Mỹ Phước tới ngã tư Sở Sao. Quốc lộ 13 đi qua khu vực hiện có mặt đường rộng 23,5 m, bao gồm 6 làn xe; nền đường rộng 29,5 m, chất lượng mặt đường cao, lưu thông ổn định, đáp ứng nhu cầu hiện tại và khả năng phát triển trong tương lai.
Đường Mỹ Phước – Tân Vạn trong tương lai trở thành đối trọng với Quốc lộ 13 về phía Đông hỗ trợ giảm áp lực giao thông ngày càng gia tăng trên Quốc lộ 13; đoạn qua địa bàn thành phố Bến Cát từ ĐT.741 đến hết ranh thành phố ở Chánh Phú Hòa. Hiện đã được Becamex đầu tư trong phạm vi các khu đô thị và công nghiệp Mỹ Phước 2, 3 với lộ giới 62 m.
Đường Vành đai 4 Thành phố Hồ Chí Minh, đoạn đi qua thành phố Bến Cát có lộ giới 62m; vượt sông Thị Tính xây dựng cầu Thới An với chiều dài 1.750 m nối liền các phường An Điền và Thới Hòa. Hiện đã được Becamex đầu tư trong phạm vi khu đô thị và công nghiệp Mỹ Phước dài khoảng 5 km. Trong tương lai đây là tuyến đường giao thông quan trọng kết nối liên vùng Thành phố Hồ Chí Minh, thúc đẩy trao đổi kinh tế, giao thông hàng hóa giữa các tỉnh trong vùng như Thành phố Hồ Chí Minh, Bình Dương, Đồng Nai, Bà Rịa – Vũng Tàu.
Hệ thống đường tỉnh đi qua địa bàn bao gồm ĐT.741, ĐT.744, ĐT.748, ĐT.749A với tổng chiều dài khoảng 50 km, tỷ lệ nhựa hóa đạt 100%, đã và đang được nâng cấp, mở rộng góp phần giảm tải cho Quốc lộ 13 và kết nối từ các KCN đến các điểm nhà ga, bến cảng trong tỉnh cũng như trong vùng; kết nối được với các huyện thị lân cận, đến trung tâm công nghiệp và đô thị, giải tỏa áp lực và lưu thông hàng hóa, thúc đẩy sản xuất và phát triển kinh tế - xã hội.

### Đường thủy
Sông Sài Gòn đoạn chảy qua ranh giới phía Tây phường An Tây, xã Phú An dài khoảng 14 km, sông Thị Tính đoạn chảy qua địa bàn dài khoảng 14 km, đổ ra sông Sài Gòn tại xã Phú An. Hệ thống sông Thị Tính chủ yếu phục vụ thoát nước mặt của thành phố.
Việc phát triển giao thông thủy trên 2 tuyến giao thông thủy này hiện nay không thuận lợi vì tuyến ngắn, sông Sài Gòn còn bị hạn chế bởi tĩnh không của cầu Bình Lợi, cầu Phú Long, các phương tiện lớn lưu thông phải chờ triều lên.

### Đường sắt
Mạng lưới giao thông đường sắt vẫn chưa đầu tư phát triển. Hiện đã có dự án tuyến đường sắt Dĩ An – Lộc Ninh thuộc dự án đường sắt Xuyên Á đã cắm mốc tuyến đi qua địa bàn thành phố theo hướng Bắc - Nam thuộc phường Hòa Lợi và Chánh Phú Hòa.

### Giao thông nội thị
Thành phố hiện có 12 tuyến đường huyện với tổng chiều dài 65,2 km, tỷ lệ nhựa hóa đạt 95,1%; 11 tuyến đường đô thị chủ yếu thuộc địa bàn phường Mỹ Phước do Becamex IDC đầu tư nằm trong các khu công nghiệp và đô thị Mỹ Phước 1, 2, 3 với tổng chiều dài 12,8 km, mặt đường bê tông nhựa nóng.
Đường khu vực có 699 tuyến với tổng chiều dài 374,03 km, tỷ lệ nhựa hóa đạt 14,26%, 46,16% được cứng hóa bằng sỏi đỏ, còn lại 36,59% vẫn là đường đất. Trong những năm gần đây, hệ thống giao thông xã, phường được đầu tư nâng cấp, mở rộng ngày càng khang trang. Lưu thông từ trung tâm thị xã đến các xã, phường khá tốt. Các tuyến đường trong khu dân cư lòng đường 8m, vỉa hè mỗi bên 4m phần lớn có mặt cắt hẹp, quy hoạch ô bàn cờ.
Đường nội bộ trong các khu dân cư quy hoạch mới có lộ giới từ 7 – 19m, kết cấu bê tông nhựa nóng, có vỉa hè và dải cây xanh.
Đường trong các khu công nghiệp, cụm công nghiệp được xây dựng hoàn chỉnh kết hợp với hạ tầng chiếu sáng, cấp điện, cấp thoát nước.

### Hệ thống giao thông công cộng
Hiện có 5 tuyến buýt nội tỉnh và 1 tuyến liên tỉnh đi qua địa bàn thành phố Bến Cát phục vụ nhu cầu đi lại trong nội tỉnh và ngoại tỉnh với lưu lượng hành khách phục vụ bình quân vào khoảng 1.772 lượt khách/ngày; hầu hết chất lượng phương tiện trên các tuyến đã cũ và xuống cấp, niên hạn sử dụng >10 năm.

### Ga, bến bãi
Bến xe Bến Cát nằm tại phường Mỹ Phước với quy mô diện tích 6.240 m², đạt loại 3, phục vụ nhu cầu đi lại trong nội tỉnh và ngoại tỉnh với 24 tuyến liên tỉnh, 03 tuyến nội tỉnh và xe buýt với lưu lượng hành khách phục vụ bình quân vào khoảng 1.772 lượt khách/ngày.
Bến thủy nội địa có 15 bến đang hoạt động (3 bến trên sông Sài Gòn thuộc phường An Tây, còn lại nằm ven sông Thị Tính thuộc các phường Mỹ Phước, Tân Định và xã Phú An) chủ yếu vận chuyển vật liệu xây dựng như cát, đá.
Bến khách ngang sông có 5 bến đang hoạt động dọc sông Sài Gòn, chủ yếu vận chuyển khách thuộc xã Phú An, phường An Tây qua huyện Củ Chi, Thành phố Hồ Chí Minh.

## Hình ảnh

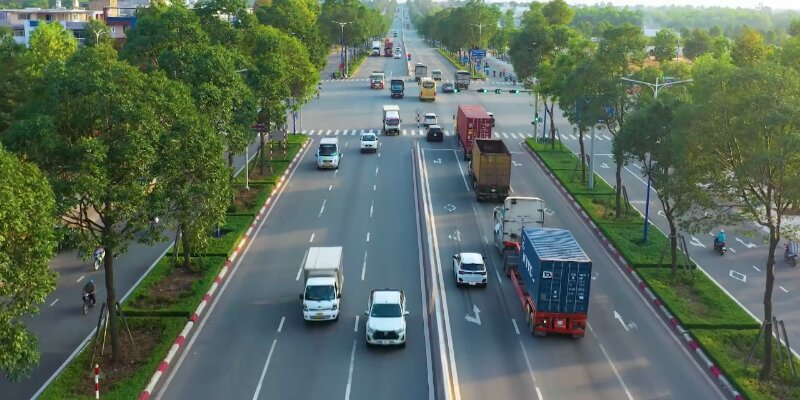
Đại Lộ Mỹ Phước - Tân Vạn đoạn qua TP. Bến Cát
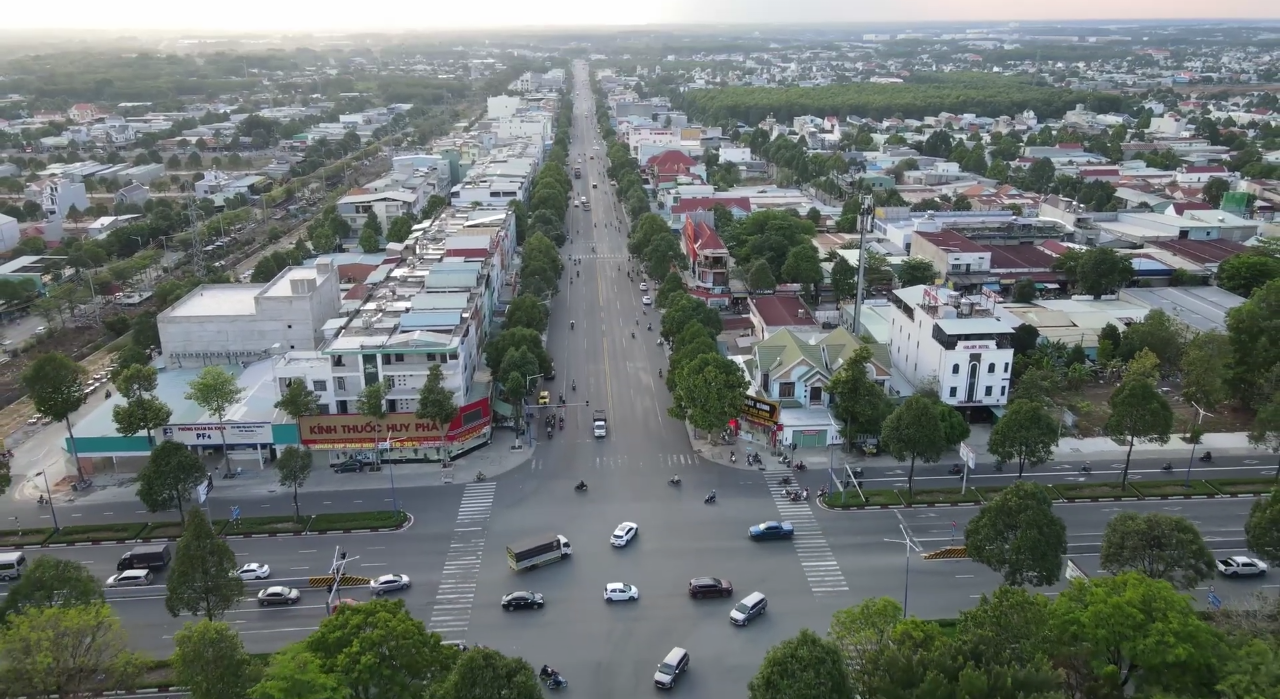
Đường NE8, KCN Mỹ Phước 3
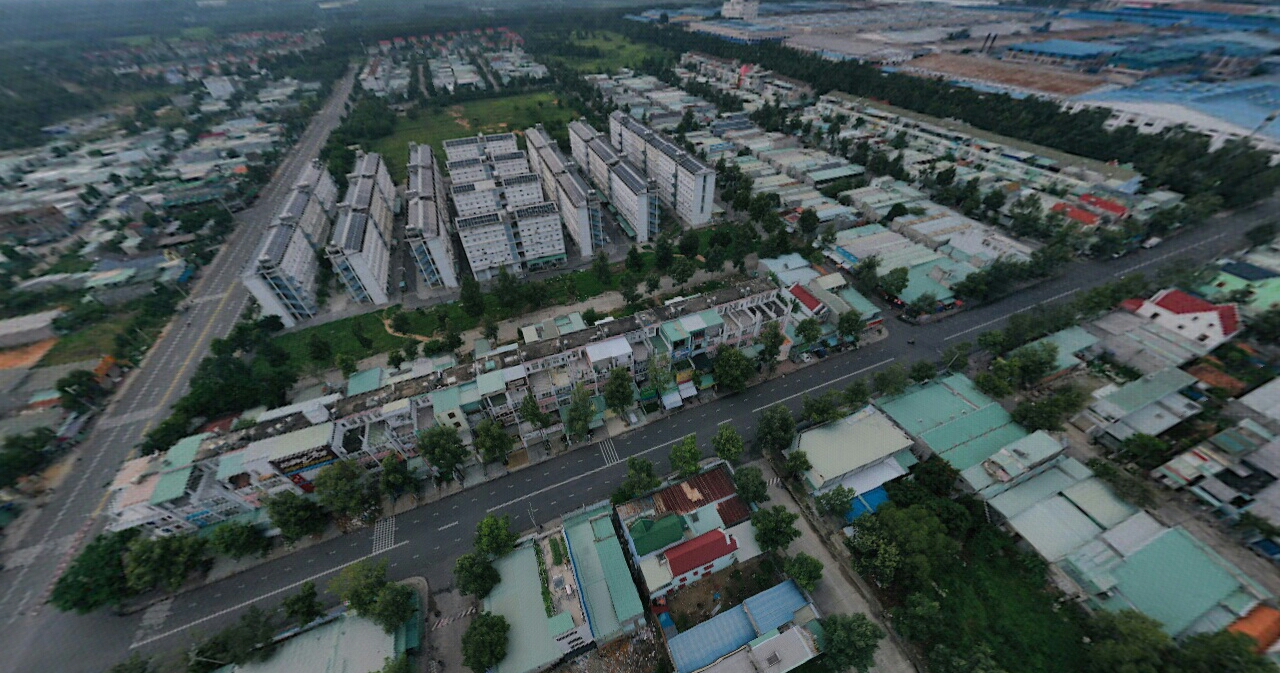
Nhà ở xã hội KCN Mỹ Phước 1
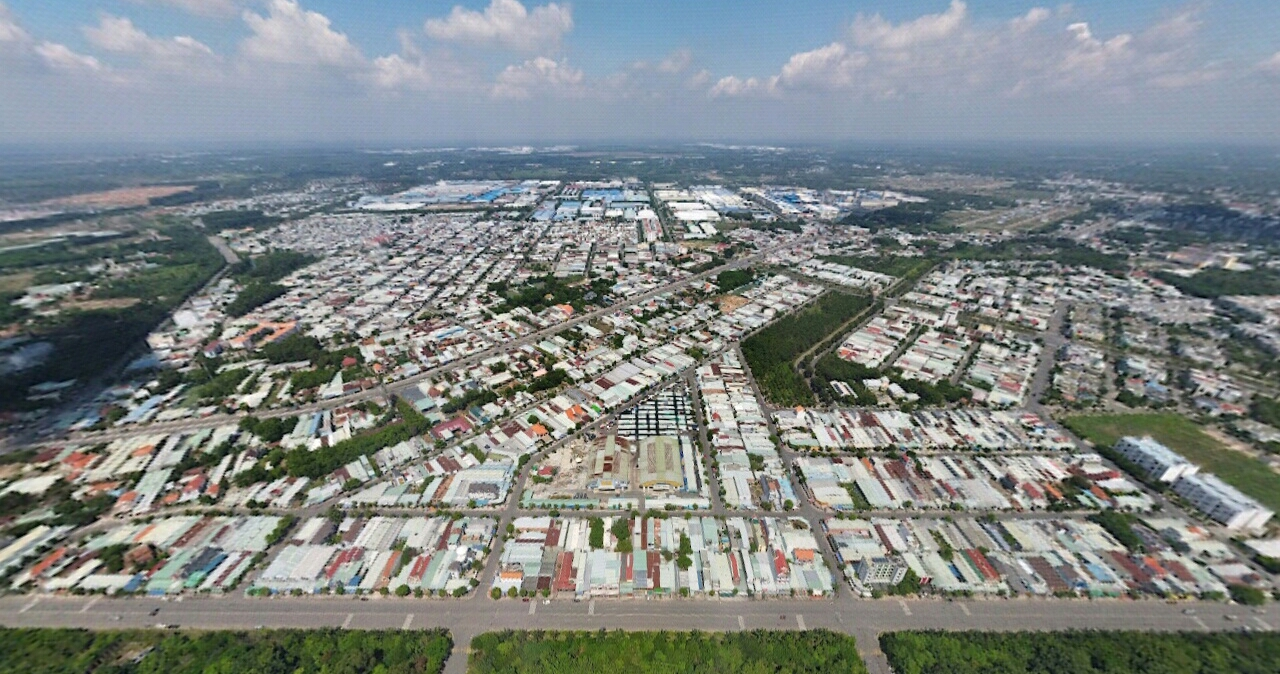
Một góc phường Mỹ Phước - Thới Hòa
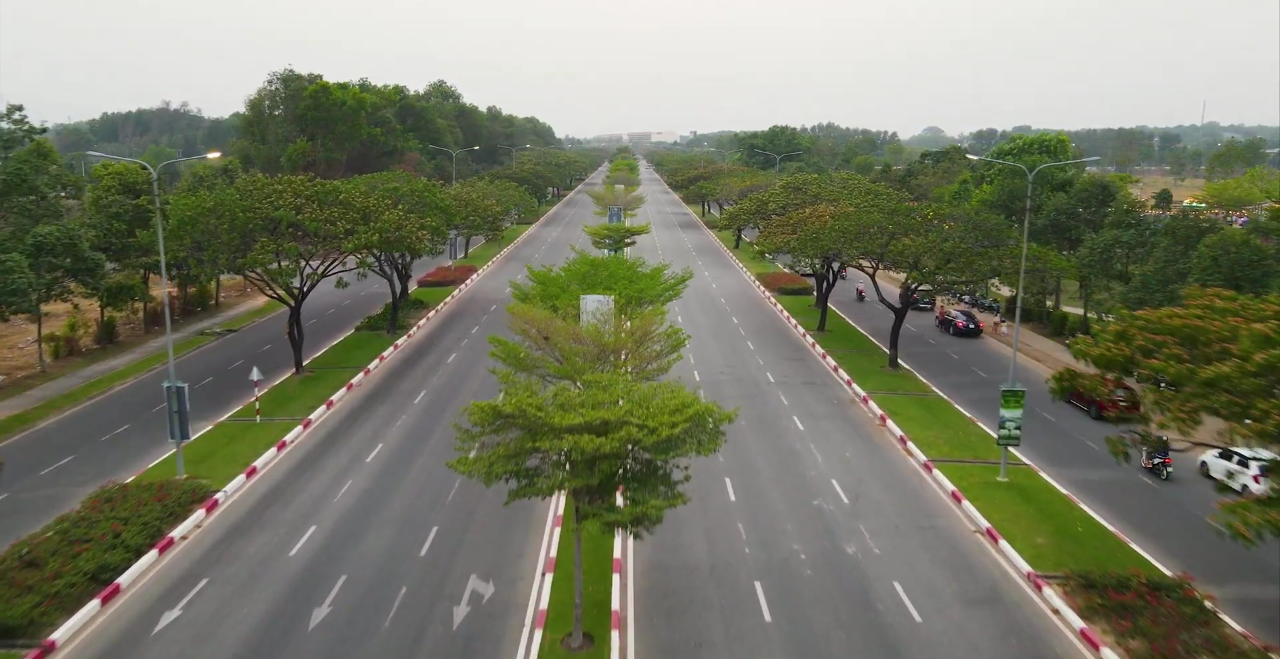
Vành đai 4 TP. HCM đoạn qua phường Thới Hòa
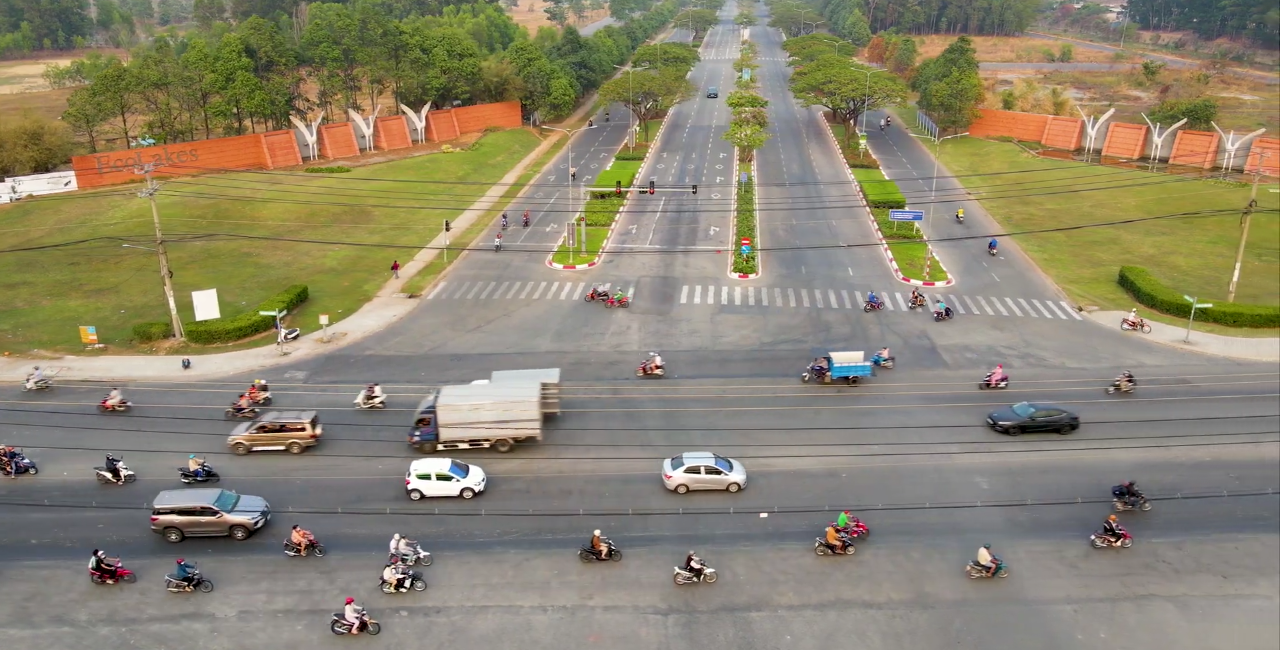
Nút giao Vành đai 4 TP. HCM - QL13 đoạn qua phường Thới Hòa
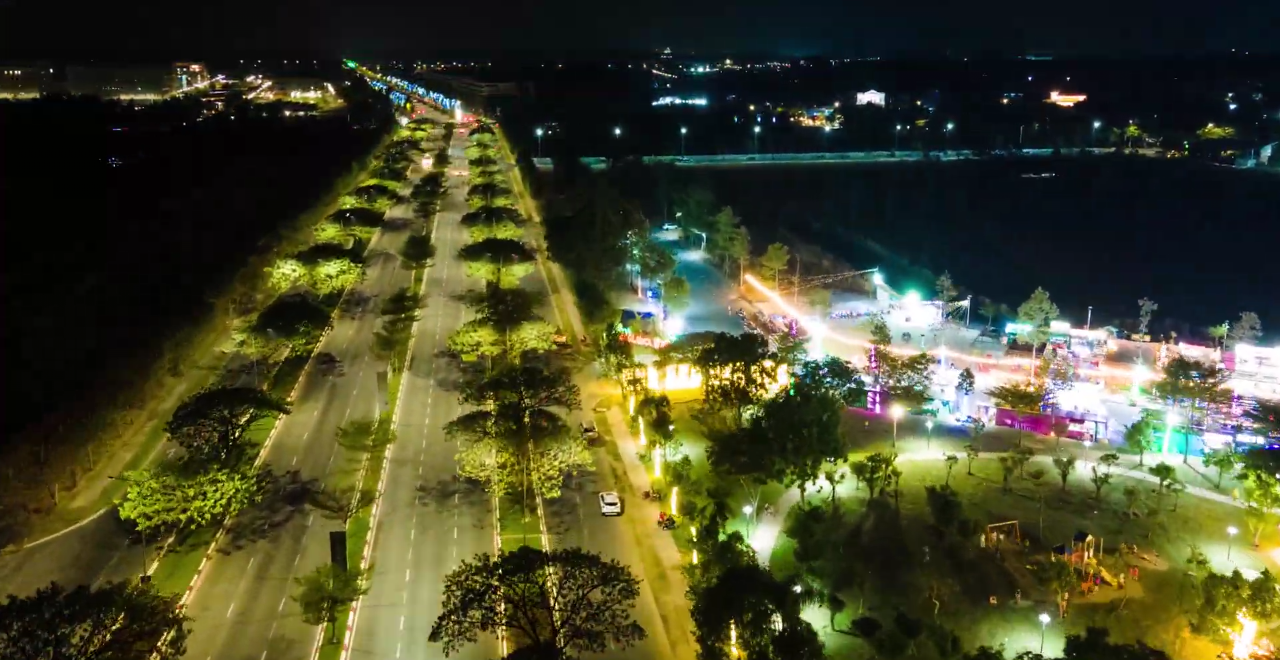
Vành đai 4 TP. HCM đoạn qua TP. Bến Cát về đêm
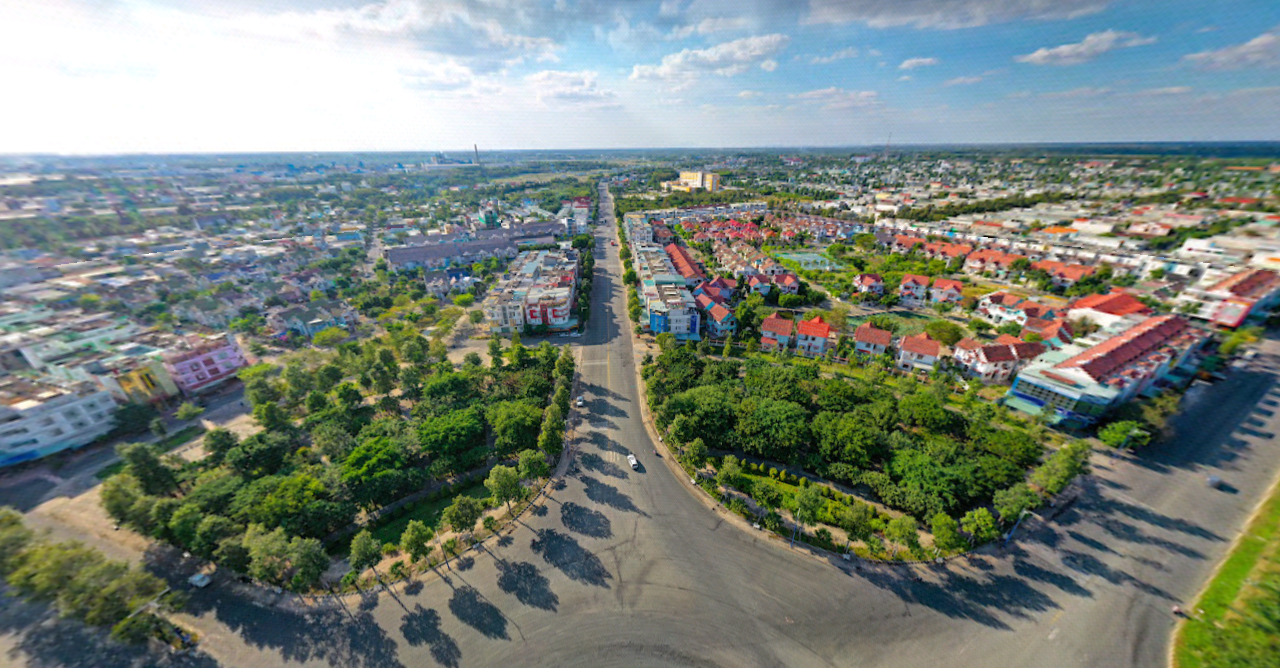
Một góc phường Mỹ Phước
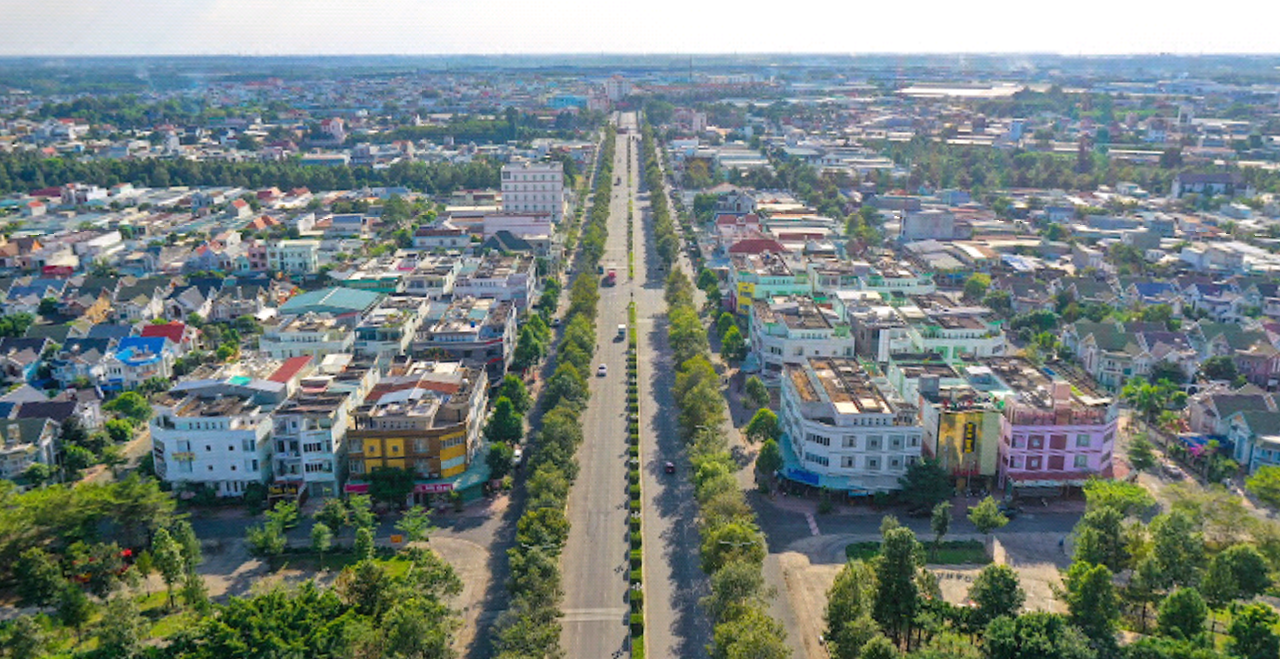
Đường TC2, Phường Mỹ Phước (10 làn xe)